# Maulde
Maulde är en kommun i departementet Nord i regionen Hauts-de-France i norra Frankrike. Kommunen ligger i kantonen Saint-Amand-les-Eaux-Rive gauche som tillhör arrondissementet Valenciennes. År 2022 hade Maulde 955 invånare.

## Befolkningsutveckling
Antalet invånare i kommunen Maulde
| Referens: INSEE |